# Jüdischer Friedhof (Brodenbach)

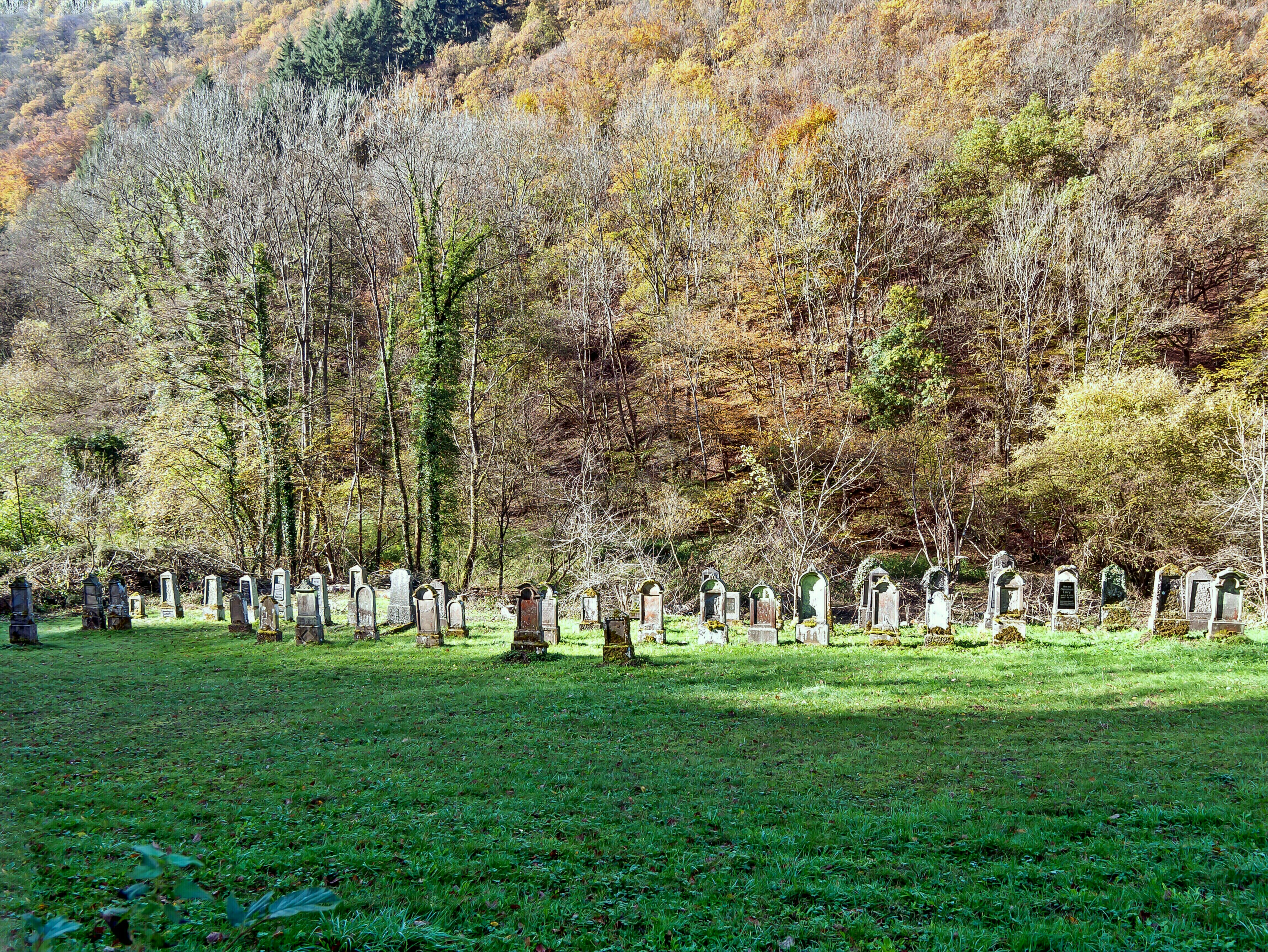
Jüdischer Friedhof in Brodenbach

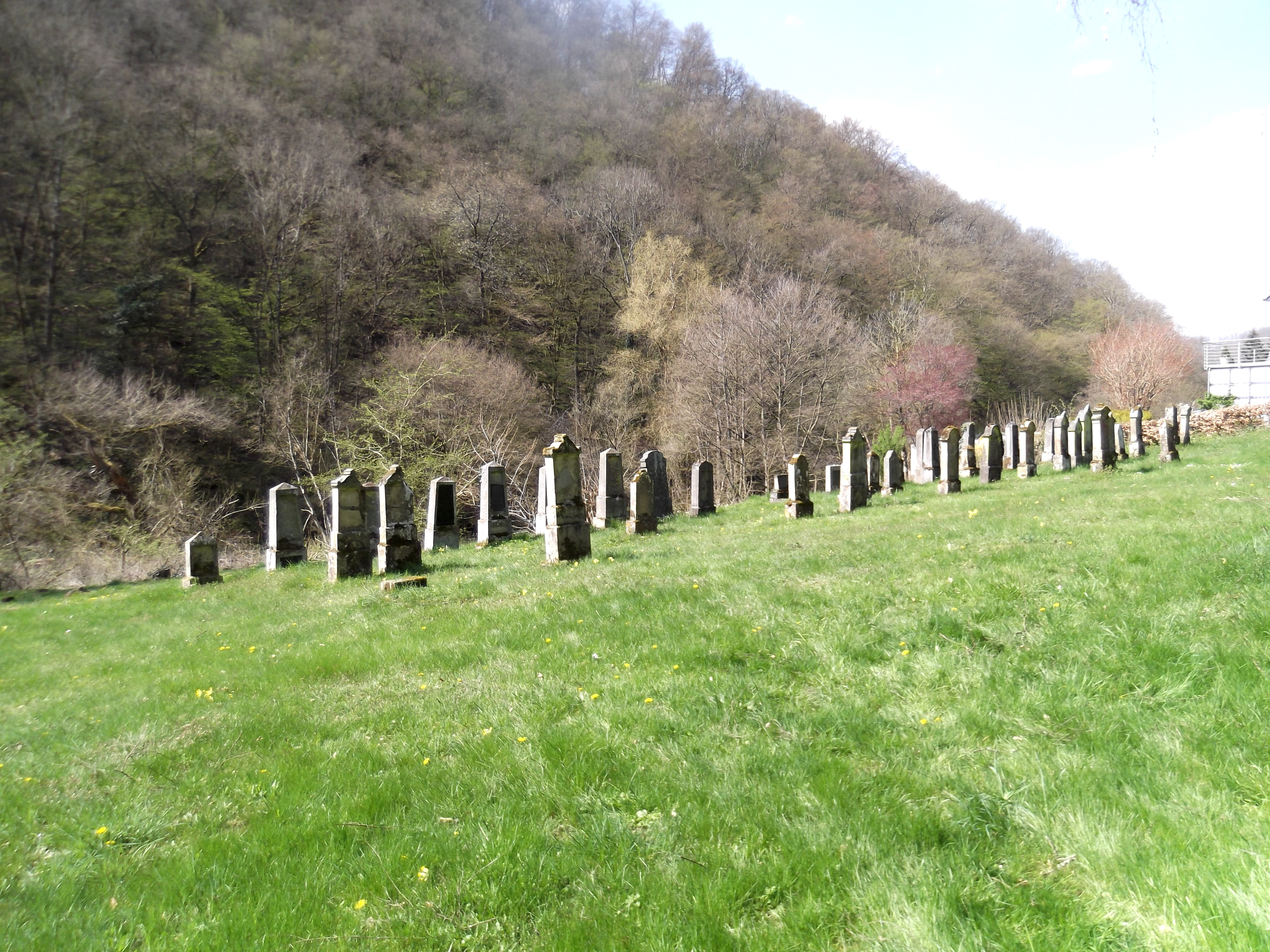
Friedhofsituation 2019 nach Rodung von angrenzenden Büschen und Bäumen

Der Jüdische Friedhof Brodenbach  in der Gemeinde Brodenbach im Landkreis Mayen-Koblenz in Rheinland-Pfalz ist ein geschütztes Kulturdenkmal.
Auf dem 2007 m² großen Friedhof im Ortsteil Ehrenburgtal sind 49 Grabsteine erhalten. Er schließt sich unmittelbar an das letzte Haus im Tal an; die kleine Straße und der Ehrbach begrenzen das Gelände. Es ist von einer niedrigen Hecke umgeben und hat einen offenen Zugang ohne Tor. Die Grabsteine stehen in drei Reihen entlang des Baches. Ein Anwohner kümmert sich um das Gelände und die Besucher.

## Geschichte
Der jüdische Friedhof in Brodenbach war gemeinsamer Friedhof für die in Brodenbach, Alken, Burgen, Löf, Hatzenport und Oberfell lebenden jüdischen Einwohner. Eine erste Erwähnung als jüdisches Grundstück von David Oster et confrères (übers. David Oster und Mitbrüder) findet sich in einer Katasterkarte, die wahrscheinlich bereits zur Zeit der Zugehörigkeit Brodenbachs zum französischen Rhein-Mosel-Departements angelegt wurde. Ein Grabstein von 1875 ist als frühester Belegungsnachweis erhalten. 1935 erfolgte die letzte Bestattung. In der Zeit des Nationalsozialismus wurden die Grabstätten geschändet. Von den in der NS-Zeit zertrümmerten Steinen sind etwa 18 Grabsteine lesbar.